# Datsun Sports
Datsun Sports är en sportbil som introducerades 1959 av den japanska biltillverkaren Nissan Motor Co. Ltd. Den ersattes 1960 av den uppdaterade Datsun Fairlady som tillverkades i två generationer fram till 1970.

## Datsun Sports S211
Datsun Sports baserades på chassit från 210-modellen, inklusive den lilla enlitersmotorn. Den fick en öppen kaross gjord i glasfiberarmerad plast. Tillverkningen blev en stor besvikelse då endast 20 bilar byggdes.

## Datsun Fairlady SPL212/213
Redan efter ett år kom den uppdaterade Datsun Fairlady. Utseendemässigt var den en kopia av företrädaren men det var en helt ny bil. Karossen var nu byggd i stål och chassit hämtades från Datsuns lilla pick up som till skillnad från 210-modellen hade individuell hjulupphängning fram. SPL212 ersattes efter ett år av SPL213 som fick starkare motor med dubbla förgasare. Bilen var enbart avsedd för export och byggdes bara i vänsterstyrt utförande.

## Datsun Fairlady SP310/SP311/SR311
1963 kom Fairlady SP310, baserad på chassit från Bluebird 310. Motor och bakaxel hämtades från den större Nissan Cedric.
Till 1965 ersatte Fairlady SP311 med en större motor på 1,6 liter. Den såldes även med täckt kaross som Nissan Silvia.
Från 1967 tillkom även Fairlady SR311 med tvålitersmotor och femväxlad växellåda. Året därpå genomgick bilen sin sista uppdatering med högre vindruta och ny instrumentbräda. Tillverkningen avslutades 1970 då Fairladyn ersattes av Z-serien.

## Motor
| Modell | Årsmodell | Motor               | Cylindervolym | Effekt     | Bränslesystem    |
| ------ | --------- | ------------------- | ------------- | ---------- | ---------------- |
| S211   | 1959      | 4-cyl radmotor ohv  | 988 cm³       | 37 hk      | Enkel förgasare  |
| SPL212 | 1960      | 4-cyl radmotor ohv  | 1189 cm³      | 48 hk      | Enkel förgasare  |
| SPL213 | 1961-62   | 4-cyl radmotor ohv  | 1189 cm³      | 60 hk      | Dubbla förgasare |
| SP310  | 1963-64   | 4-cyl radmotor ohv  | 1488 cm³      | 85 hk      | Dubbla förgasare |
| SP311  | 1965-70   | 4-cyl radmotor ohv  | 1595 cm³      | 96 hk      | Dubbla förgasare |
| SR311  | 1967-70   | 4-cyl radmotor SOHC | 1982 cm³      | 135-150 hk | Dubbla förgasare |